# Battaglia di Karuse
La battaglia di Karuse o battaglia del ghiaccio fu combattuta il 16 febbraio 1270 tra il Granducato di Lituania e l'Ordine di Livonia sul Mar Baltico ghiacciato tra l'isola di Muhu e la terraferma. I lituani riportarono una vittoria decisiva. Lo scontro, che prese il nome dal villaggio di Karuse (odierna Estonia), fu la quinta più grave sconfitta degli Ordini livoniano e teutonico nel XIII secolo. Quasi tutto ciò che si sa sulla battaglia è stato estrapolato dalla cronaca rimata di Livonia, la quale dedica 192 righe alla battaglia.

## Contesto storico
I Cavalieri Portaspada, un ordine religioso cavalleresco istituito nel 1202, decisero di conquistare e convertire i popoli nativi del cristianesimo nell'attuale Lettonia ed Estonia. Essi soggiogarono i semgalli entro il 1250. Tuttavia, dopo le sconfitte livoniane nella battaglia di Skuodas del 1259 e nella battaglia di Durbe del 1260, i semgalli insorsero. Traidenis, Granduca di Lituania nel 1269 o 1270, fomentò la ribellione.
Nell'inverno 1270, l'Ordine di Livonia invase la Semigallia. Dopo aver appreso che anche un grande esercito lituano aveva invaso la regione, il Landmeister Otto von Lutterberg decise di ritirarsi a Riga. I lituani marciarono verso nord, spingendosi fino all'isola di Saaremaa, che furono in grado di raggiungere via terra poiché il Mar Baltico era congelato. L'esercito lituano saccheggiò la regione e acquisì un discreto bottino di guerra. Non è chiaro se i semgalli si unirono ai lituani e parteciparono alla campagna: fonti contemporanee non li menzionano, ma fonti successive come la cronaca del XV secolo intitolata Jüngere Hochmeisterchronik e le opere del sacerdote del XVII secolo Dionysius Fabricius vi fanno sempre riferimento.
Il maestro von Lutterberg radunò un grande esercito, formato oltre che dai cavalieri dell'ordine religioso anche da soldati della Diocesi di Dorpat, del vescovato di Ösel-Wiek, del Ducato di Estonia, nonché gruppi composti da popolazioni locali, quasi completamente livoni e lettoni. L'Ordine era ben preparato alla battaglia: da un anno stava reclutando soldati per una spedizione in Semigallia. L'esercito cristiano marciò verso nord, prevedendo di incontrare i lituani vicino all'isola di Saaremaa. Gli eserciti si avvistarono reciprocamente nel Väinameri ghiacciato (forse vicino a Virtsu) il giorno della celebrazione di Giuliana di Nicomedia.

## Lo scontro
L'armata cristiana si predispose per lo scontro quando avvistò gli ostili: le truppe dall'Estonia danese, comandate dal viceré del re danese Siverith, formarono il fianco destro; i cavalieri livoniani, comandati dal Gran maestro, costituirono il centro; gli uomini al soldo dei vescovi composero il fianco sinistro. I lituani sistemarono le loro slitte a mo' di barricata. Un'unità d'avanguardia verosimilmente si occupò di sorvegliare la barricata improvvisata, tentando di fare un modo che i cavalieri non potessero vederla. Quando i cavalieri attaccarono, i lituani si ritirarono dietro le loro slitte e la cavalleria livoniana corse contro la barricata. Quando i cavalli rimasero bloccati tra le slitte, i cavalli e i loro conducenti furono trafitti dalle lance dei pagani. Un piccolo numero di cavalieri riuscì a sfondare la barricata e i fianchi destro e sinistro si unirono ai combattimenti, ma ciò non bastò a superare la forte formazione lituana. I lituani ottennero una vittoria decisiva: 52 cavalieri, tra cui lo stesso Maestro Otto von Lutterberg, e circa 600 fanti furono uccisi mentre il vescovo Hermann di Ösel-Wiek rimase gravemente ferito e riuscì a malapena a fuggire. Secondo la cronaca rimata della Livonia, caddero 1600 lituani, ma si dubita dell'autenticità dell'affermazione, essendo lo scritto un'opera filo-livoniana.

## Conseguenze
Andreas von Westfalen, un cavaliere che ricoprì la carica di Gran maestro ad interim prima che si potessero tenere le elezioni, decise di risollevare il morale dei suoi radunando le truppe necessarie per sferrare una rapida vendetta. L'occasione si presentò quando tra la primavera e l'estate del 1270 venne a conoscenza di un'altra scorreria operata dai lituani in Livonia. Mentre si erano accampati sulla strada per cercare gli incursori, i lituani sorpresero gli uomini a difesa dell'accampamento cristiano, uccidendo una ventina di cavalieri e von Felben stesso. Tale attacco viene talvolta riportato come battaglia di Padaugava e rappresento la decima più grave sconfitta dei Cavalieri Teutonici. Traidenis siglò un nuovo successo nel 1279 nella battaglia di Aizkraukle.